# Plantations du Sud des États-Unis

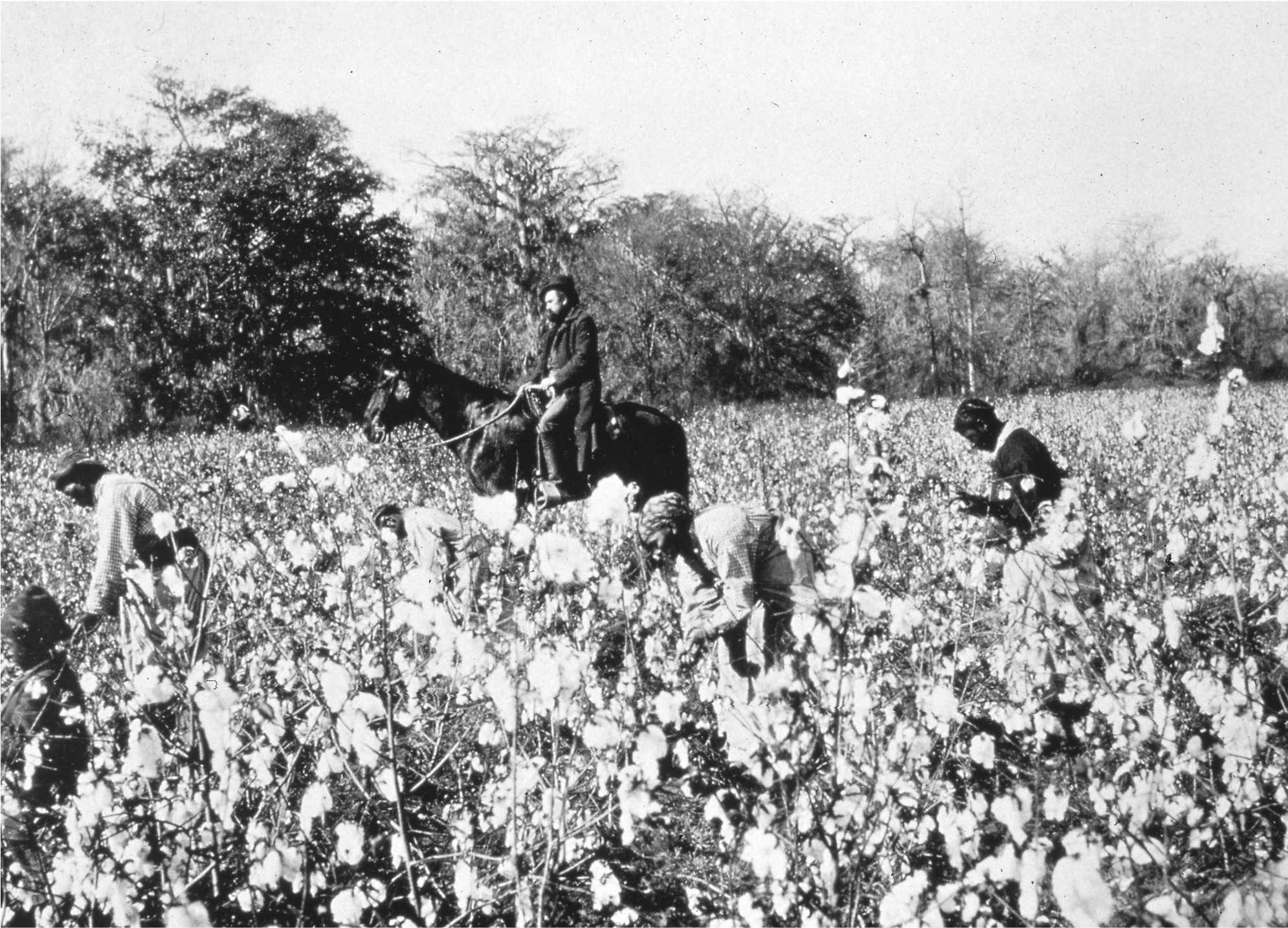
Des esclaves hommes, femmes et enfants travaillant sous la surveillance d'un gardien à cheval dans une plantation de coton vers 1850.

Les plantations du Sud des États-Unis sont des exploitations agricoles, étroitement associées à l'esclavagisme qui a sévi dans cette partie des États-Unis. Apparues avant le début de la guerre civile américaine (1861-1865), ces plantations furent établies dans le Sud des États-Unis sur un sol fertile jouissant d'un climat subtropical humide et recevant d'abondantes précipitations. Ces conditions favorisèrent les grandes plantations qui exploitaient de nombreux esclaves, des Africains pour la plupart.

## Planteur (ancien propriétaire terrien)

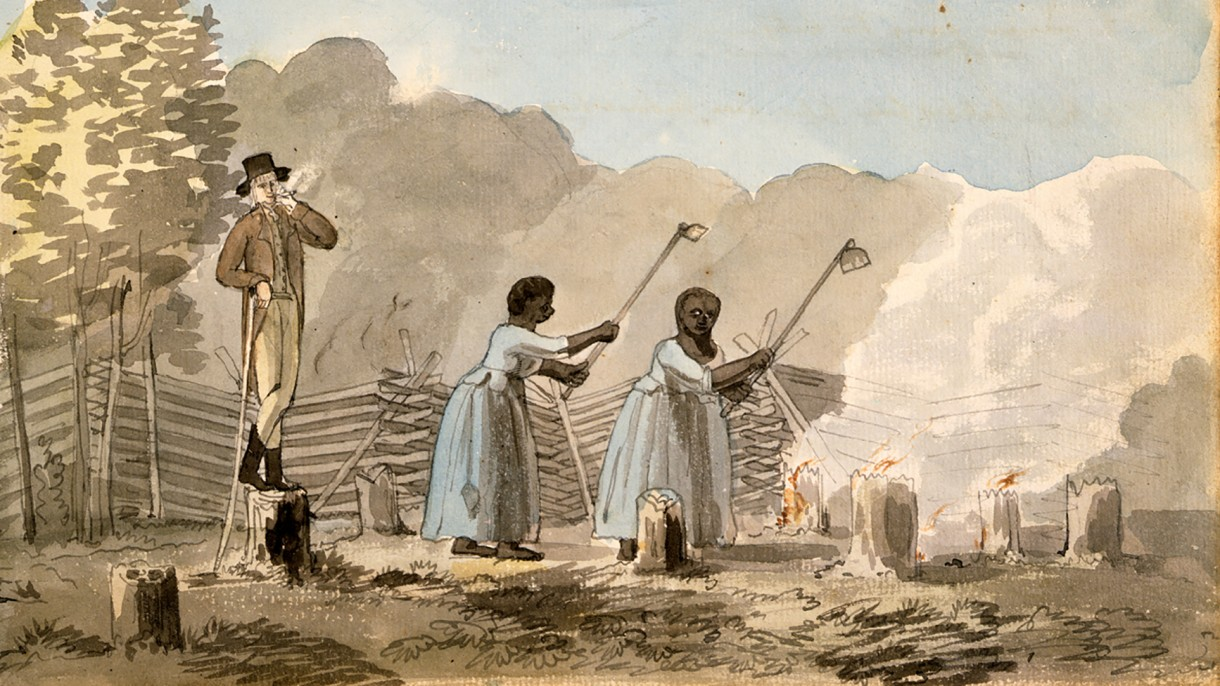
Esclaves au travail dans une plantation de Virginie en 1798.

Un individu qui possédait ou exploitait une plantation était désigné comme un « planteur ». Les historiens spécialistes de l'époque avant la guerre civile américaine définissent un « planteur » comme une personne qui détient des terres et au moins 20 esclaves. Les planteurs les plus riches, comme les First Families of Virginia (des familles de propriétaires d'origine britannique qui vivaient dans la Colonie de Virginie), exploitaient des plantations près de la James River et contrôlaient plus de terres et d'esclaves que les autres agriculteurs. Le tabac était la principale source de revenus dans le Sud supérieur.
Le développement ultérieur de la culture du coton et de la canne à sucre dans le Sud profond au début du XVIIIe siècle a mené à la création de grandes plantations qui exploitaient des centaines d'esclaves. La majorité des agriculteurs du Sud avaient moins de cinq esclaves ou aucun. Les esclaves étaient en effet plus coûteux que la terre.
Dans les États de l'Alabama et du Mississippi, parties de la Black Belt, les mots « planteur » (planter) et « agriculteur » (farmer) étaient souvent synonymes, mais un « planteur » était souvent un agriculteur qui possédait plusieurs esclaves. Même si la plupart des agriculteurs du Sud profond ne possédaient pas d'esclaves et que la majorité des propriétaires d'esclaves contrôlaient dix esclaves ou moins, les planteurs possédaient un grand nombre d'esclaves, surtout utilisés pour l'agriculture. Avant la Guerre civile américaine, les planteurs étaient souvent perçus comme faisant partie d'une élite (planter elite) ou d'une aristocratie (planter aristocracy).
Les historiens Robert Fogel et Stanley Engerman définissent comme grands planteurs les propriétaires de plus de 50 esclaves, alors que les planteurs propriétaires de 16 à 50 esclaves sont dits de taille moyenne. L'historien David Williams suggère que l'exigence minimale pour être considéré comme un planteur est de 20 esclaves noirs (negroes), ce qui est surtout vrai pour un exploitant agricole du Sud qui pouvait être exempté du service militaire sur la base d'un homme blanc pour 20 esclaves. Dans son étude des counties de la Black Belt en Alabama, Jonathan Weiner définit un planteur selon ses propriétés foncières plutôt que les esclaves. Pour Weiner, un planteur détient au moins 10 000 $US en 1832 ou 32 000 $US en 1860 de biens fonciers. Selon cette définition, environ 8 % des propriétaires terriens les plus riches entrent dans la catégorie des planteurs. Dans son étude du sud-ouest de la Géorgie, Lee Formwalt définit les planteurs selon la taille de leurs propriétés plutôt que le nombre d'esclaves. Selon ses critères, les planteurs représentent 4,5 % des propriétaires terriens de cet État, ce qui se traduit par 6 000 $US ou plus de biens en 1850, 24 000 $US ou plus en 1860 et 11 000 $US ou plus en 1870. Dans son étude du Harrison County au Texas, Randolph B. Campbell catégorise les exploitants en deux classes : les grands planteurs détiennent 20 esclaves et les petits, entre 10 et 19 esclaves. Pour les counties de Chicot et Phillips en Arkansas, Carl H. Moneyhon définit les planteurs comme propriétaires de 20 esclaves ou plus et de terrains dont la superficie dépasse les 600 acres.
Les plantations d'avant la Guerre civile américaine cultivaient le coton, le tabac, la canne à sucre, l'indigo des teinturiers, le riz et, dans une moindre mesure, l'okra, l'igname, la patate douce, l'arachide et la pastèque. À la fin du XVIIIe siècle, la plupart des planteurs de l'Upper South avaient remplacé la culture quasi-exclusive du tabac par des récoltes mixtes.
Après la guerre civile, des auteurs sudistes ont décrit avec nostalgie la vie dans les plantations. Par exemple, James Battle Avirett (en), qui a vécu dans la plantation Avirett-Stephens en Caroline du Nord et était un chapelain épiscopal de l'armée confédérée, a publié The Old Plantation: How We Lived in Great House and Cabin before the War en 1901. Régulièrement, ces mémoires décrivent les fêtes de Noël, rappels indirects des temps meilleurs pour les « grandes maisons » et leur famille élargie.

## Aménagement des plantations

### Architecture des maisons de planteurs
L'architecture d'avant la guerre civile transparaît dans les anciennes « maisons de planteurs », de grandes résidences où vivaient les planteurs et leur famille. Cette architecture a émergé avec les années, inspirée des colons et leurs descendants qui se sont établis dans cette région. Au début, la plupart des bâtiments visaient à protéger les résidents du climat subtropical humide.

Les premiers exemples de cette architecture sont apparus dans le Sud de la Louisiane, colonisée par les Français. S'inspirant des styles et des concepts appris dans les Caraïbes, les Français ont construit plusieurs grandes maisons à proximité de la Nouvelle-Orléans. L'architecture dite créole française est apparue vers 1699 et s'est poursuivie jusque dans les années 1800.

Maisons de maître de style colonial français
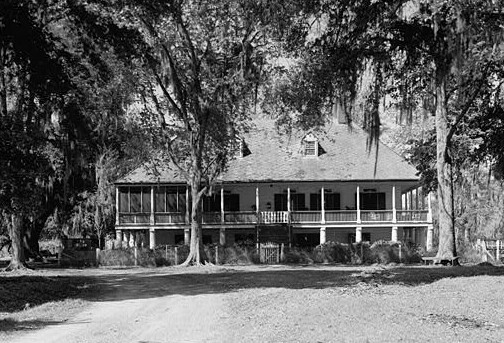
Plantation Parlange.
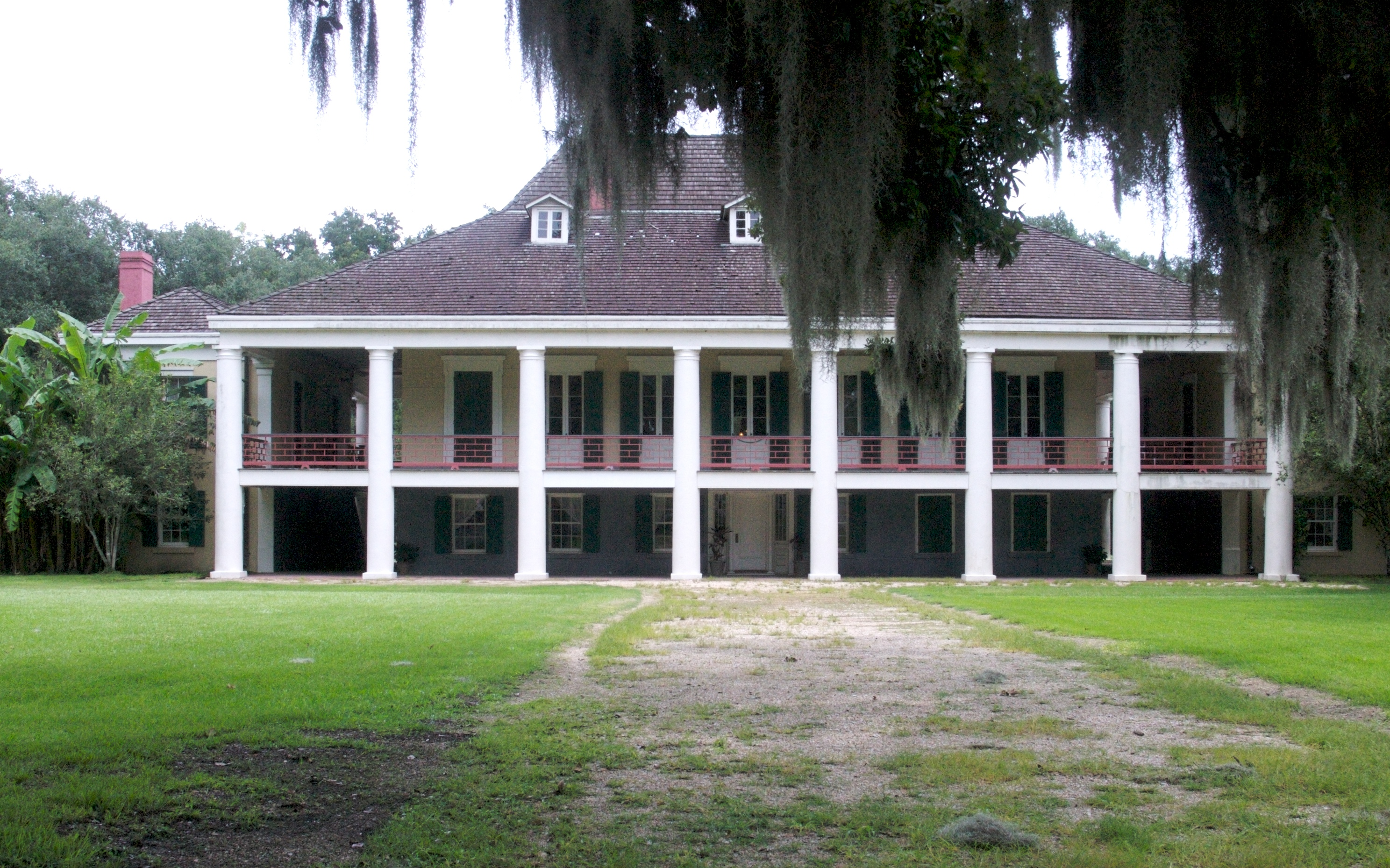
Plantation Destrehan.
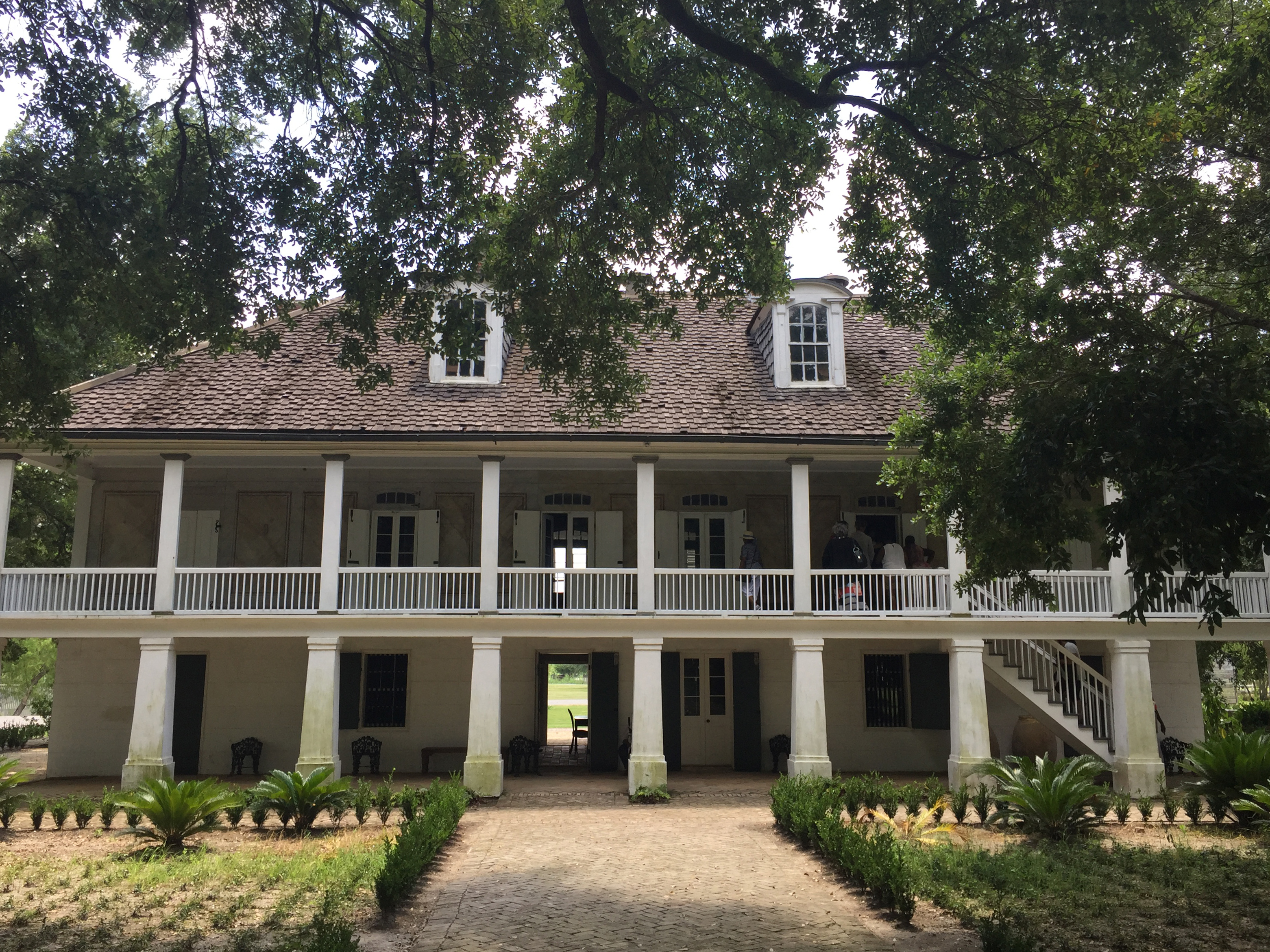
Plantation Whitney, autrefois « Habitation Haydel ».

Dans le Lowcountry de la Caroline du Sud et la Géorgie, les maisons de style Dogtrot comprenaient un large passage central destiné à faciliter la circulation de l'air (breezeway), ce qui réduisait la température d'intérieur. Les planteurs les plus aisés de la Virginie coloniale ont fait construire des manoirs de style georgien. Au XIXe siècle, le style Greek Revival est prisé des planteurs du Sud profond (deep south).

Maisons de style Greek Revival
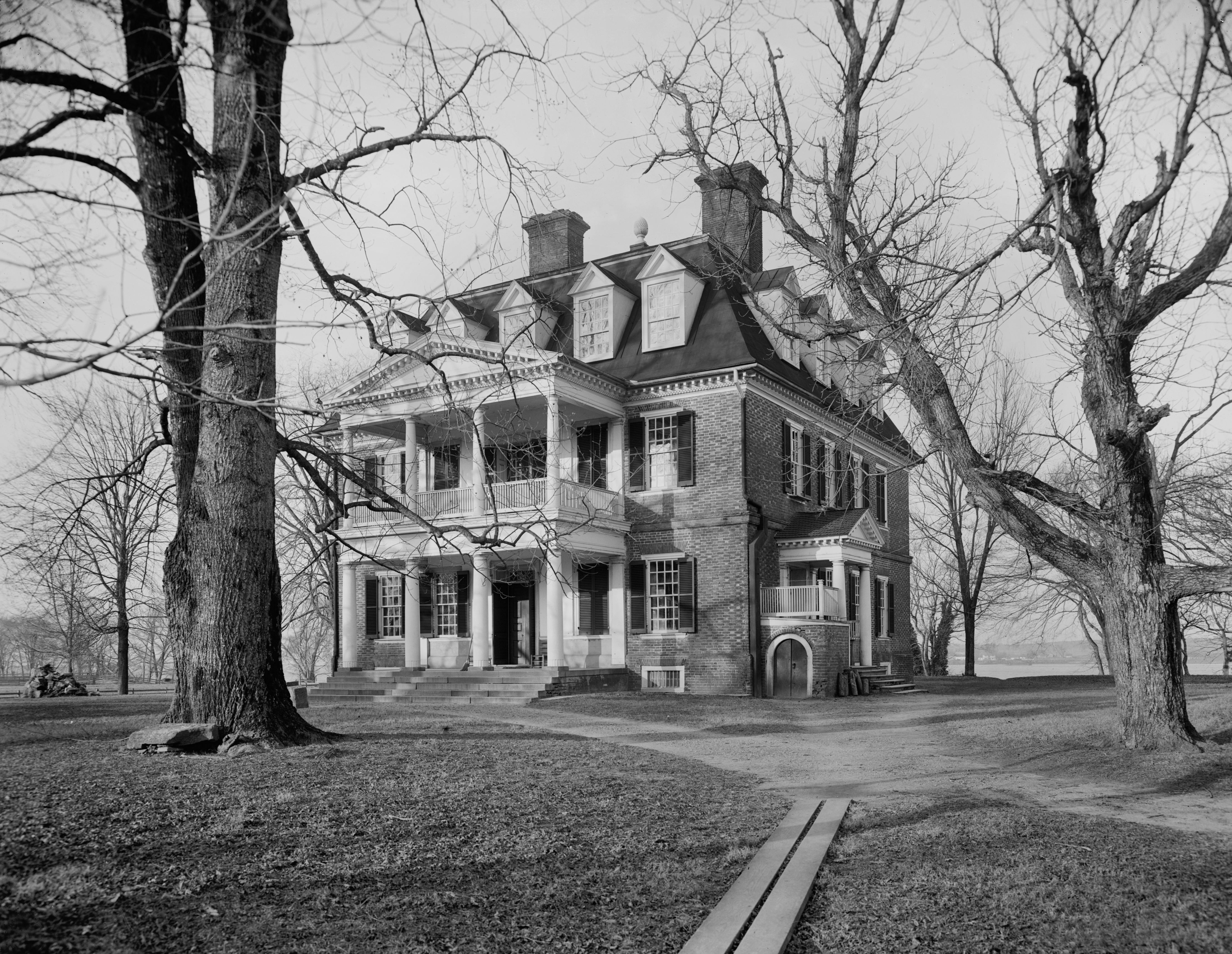
Un manoir de style georgien sur l'ancienne plantation Shirley.
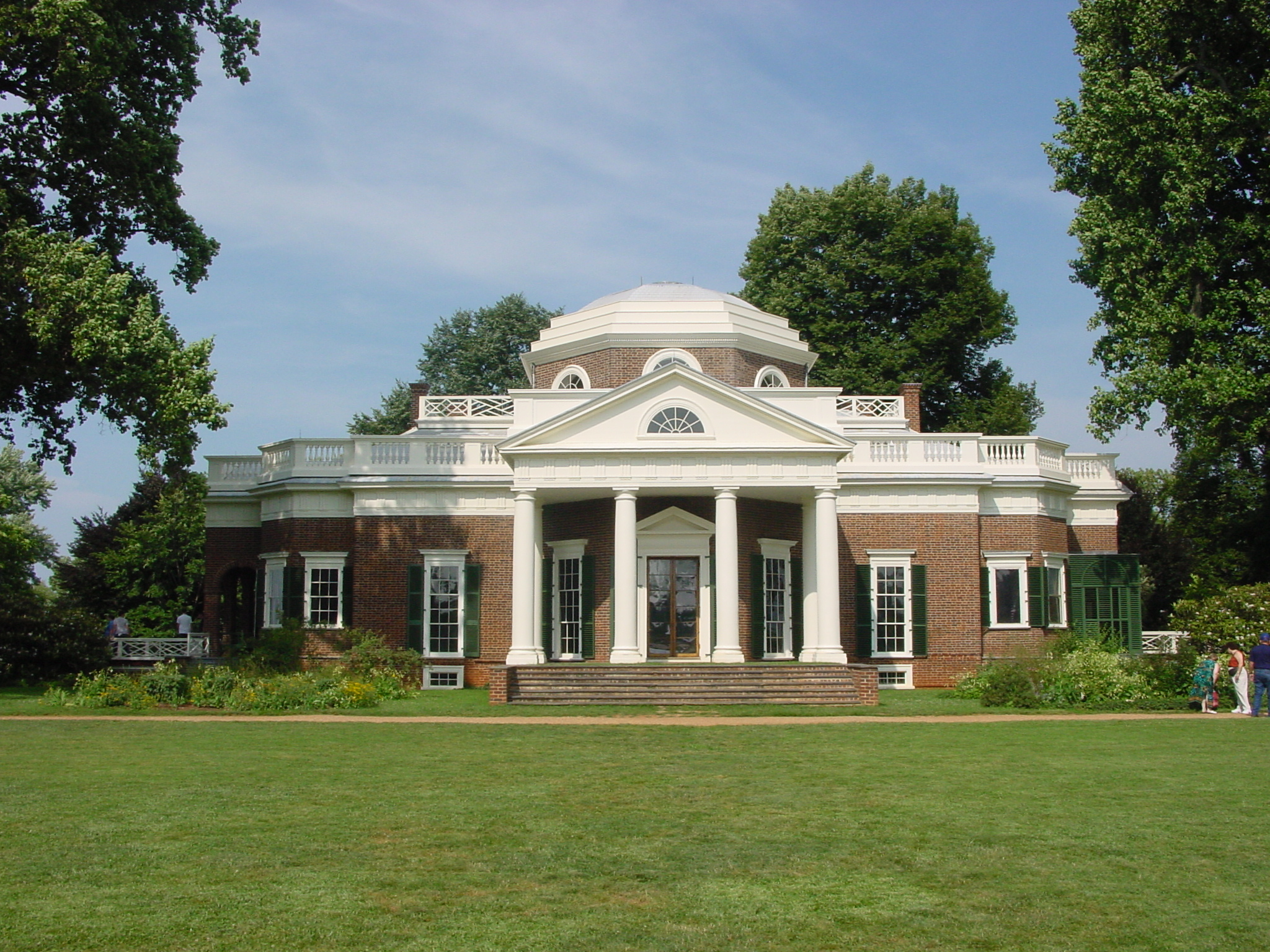
La maison des maîtres de la plantation Monticello, de style palladien.
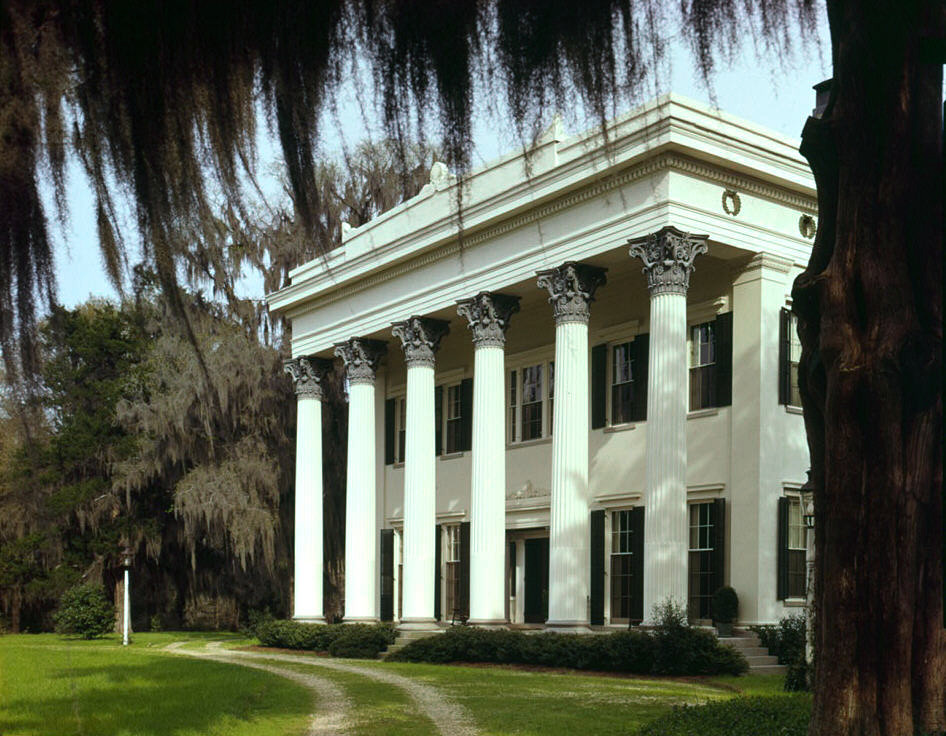
Le style Greek Revival de la demeure de maître de la plantation Millford.

### Paysagisme
Les aménagements paysagers des plantations du Sud comprenaient des Quercus virginiana (chênes) et des magnolias à grandes fleurs, des plantes indigènes du Sud des États-Unis et symboles du vieux Sud. Les Quercus virginiana, habituellement drapés de mousse espagnole, étaient plantés sur les bords de longs chemins ou de longs sentiers pédestres qui menaient à la résidence principale, ce qui donnait une impression de grandeur. Les aménagements paysagers étaient régulièrement entretenus. Les planteurs supervisaient le travail accompli par les esclaves et des employés. Les planteurs cultivaient également de petits jardins potagers ou décoratifs. Ils ne cultivaient aucune plante à valeur marchande dans ces petits jardins.

## Quelques plantations célèbres

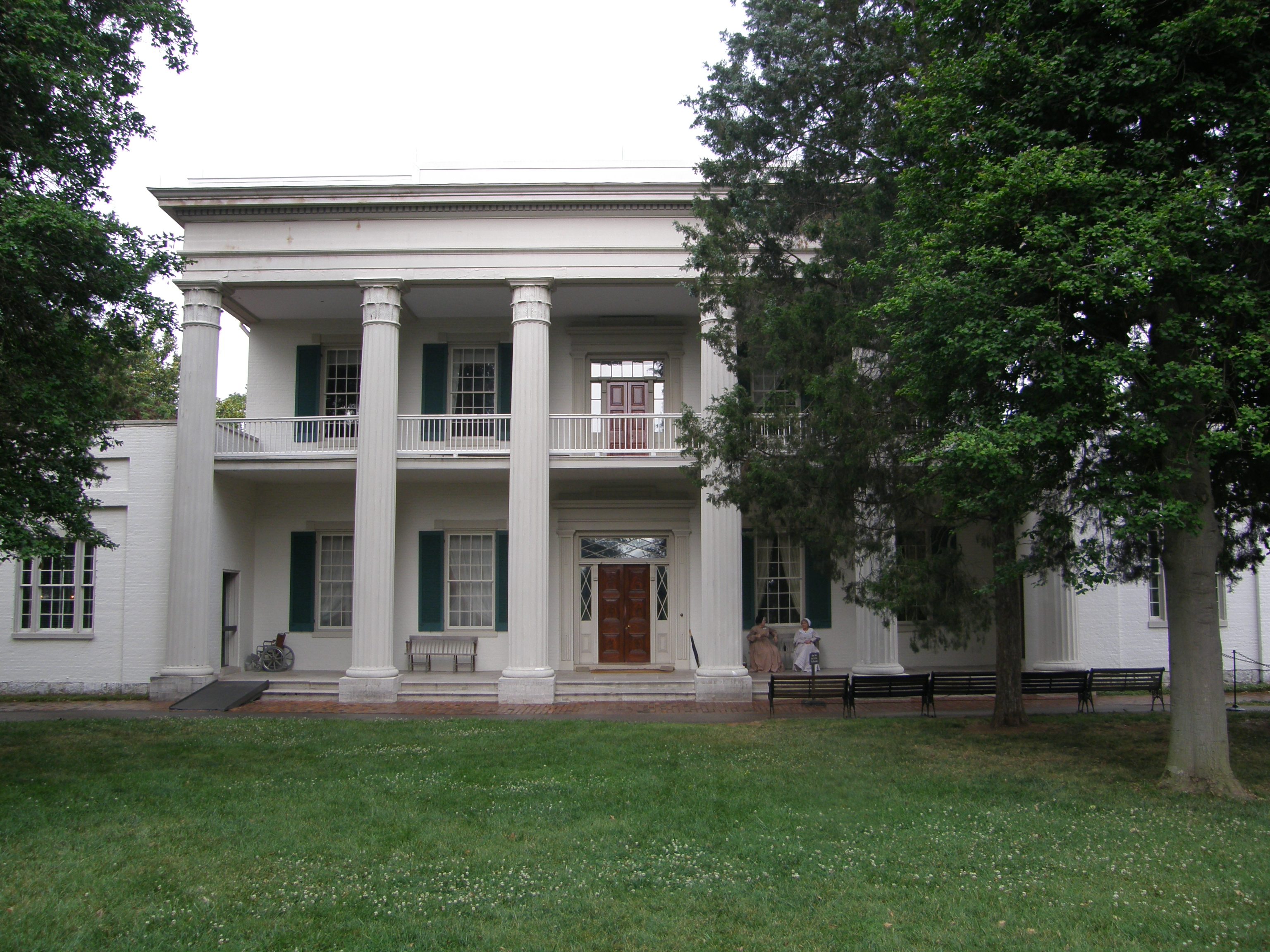
Maison des maîtres de la plantation, qui a appartenu à Andrew Jackson.

- Mount Vernon (plantation de George Washington)
- Parlange
- Whitney
- Monticello (plantation de Thomas Jefferson)
- Highland (en) (plantation de James Monroe)
- Montpelier (en) (plantation de James Madison)
- The Hermitage (en) (plantation d'Andrew Jackson)
- Plantation de Berkeley (lieu de naissance de William Henry Harrison)
- Brierfield Plantation (plantation de Jefferson Davis)
- Plantation Greenway (en) (lieu de naissance de John Tyler)
- Sherwood Forest Plantation (en) (plantation de John Tyler)
- Plantation Woodburn (en) (plantation de John Tyler)
- Laura
- Oak Alley
- Oakland
- Destrehan
- Magnolia
- Borough House
- Charles Pinckney National Historic Site
- Drayton Hall
- Green Spring
- Berkeley
- Stratford Hall
- Westover

## Dans la culture populaire

### Littérature
- Beloved (Toni Morrisson)

### Cinéma
- 2012 : Django Unchained
- 2012 : Twelve Years a Slave